# オルトリナム男爵
オルトリナム男爵（英: Baron Altrincham、[ˈɒltrɪŋəm]、OL-tring-əm）は、イギリスの男爵、貴族。連合王国貴族爵位。保守党の政治家エドワード・グリッグが1945年に叙位されたことに始まる。

## 歴史
エドワード・グリッグ(1879-1955)は、ケニア総督や枢密顧問官を務めた保守党の政治家で、1945年イギリス総選挙で労働党が勝利したことを機会に政界を引退した。彼はその引退時の1945年8月1日に連合王国貴族としてグロスター州トーマートンのオルトリナム男爵(Baron Altrincham, of Tormarton in the County of Gloucester)に叙された。彼ののちは、その息子であるジョンが爵位を継承した。
2代男爵ジョン(1924-2001)は作家兼政治家として活動した。彼は爵位一代放棄を認める1963年貴族法が成立すると、直ちにその権利を行使して、爵位一代放棄した二人目の世襲貴族となった。彼には養子の息子が2人いたが嗣子でなかったため、爵位は弟であるアンソニー(1934-2020)が相続した。　
3代男爵アンソニーの息子であるエドワード(1965-)が2020年現在、オルトリナム男爵家現当主である。

## オルトリナム男爵（1945年）
- 初代オルトリナム男爵エドワード・ウィリアム・マクリー・グリッグ（英語版） (1879–1955)
- 第2代オルトリナム男爵ジョン・エドワード・ポインダー・グリッグ（英語版） (1924–2001) (1963年に爵位一代放棄)
- 第3代オルトリナム男爵アンソニー・ウルリック・デイヴィッド・ダンダス・グリッグ (1934-2020)
- 第4代オルトリナム男爵エドワード・セバスチャン・グリッグ(1965-)

爵位の法定推定相続人は、現当主の息子であるエドワード・ローレンス・ダンダス・ド・ミラモント・グリッグ(1995- )閣下。

### 註釈
1. ↑  2代男爵ジョンは爵位一代放棄に関して、「肩書きをまた変えるのは面倒だったが、義務として放棄しなければと感じた。」と述懐したという[5]。